# René De Clercq (cyclisme)
Pour les articles homonymes, voir De Clercq.
Ne doit pas être confondu avec René de Clercq.
René De Clercq (né le 16 mars 1945 à Compiègne et mort le 1er janvier 2017 à Audenarde) est un coureur cycliste belge. Spécialisé en cyclo-cross, il en a été champion du monde amateur en 1969. Il a ensuite été professionnel de 1970 à 1976. Il est le frère de Roger De Clercq, champion de Belgique et vice-champion du monde de cyclo-cross, et le père de Mario De Clercq, trois fois champion du monde de cyclo-cross entre 1998 et 2002.

## Palmarès
- 1966-1967
  - 3e du championnat de Belgique de cyclo-cross
- 1967-1968
  - 3e du championnat de Belgique de cyclo-cross amateurs
- 1968-1969
  -  Champion du monde de cyclo-cross amateurs
- 1969-1970
  - 4e du championnat du monde de cyclo-cross amateurs
- 1970-1971
  -  Médaillé de bronze du championnat du monde de cyclo-cross
  - 3e du championnat de Belgique de cyclo-cross